# Arthur Piantadosi
Arthur Piantadosi (Brooklyn, 4 de novembro de 1916 — Newsport, 23 de fevereiro de 1994) é um sonoplasta estadunidense. Venceu o Oscar de melhor mixagem de som na edição de 1976 por All the President's Men, ao lado de Les Fresholtz, Dick Alexander e Jim Webb.